# Vaskarom
A Vaskarom (eredeti cím: The Iron Claw) 2023-as életrajzi sportdráma, amelyet Sean Durkin írt és rendezett. A főbb szerepekben Zac Efron, Jeremy Allen White, Harris Dickinson, Maura Tierney, Stanley Simons, Holt McCallany és Lily James látható.
Világpremierje 2023. november 8-án volt a dallasi Texas Theatre-ben. Amerikában az A24 2023. december 22-én, az Egyesült Királyságban pedig a Lionsgate 2024. február 9-én mutatta be a mozikban. Magyarországon március 21-én mutatta be a Mozinet. A film 15,9 millió dolláros költségvetésből több mint 45 millió dolláros bevételt hozott. Általánosságban pozitív véleményeket kapott a kritikusoktól; Efron alakítását a kritikusok elismeréssel fogadták, és pályafutása legjobbjának minősítették. A National Board of Review a 2023-as év 10 legjobb filmje közé választotta.

## Cselekmény
1979-ben a World Class Championship Wrestling (WCCW) vállalat tulajdonosa a visszavonult profi birkózó Fritz Von Erich, aki egykor az NWA Nehézsúlyú világbajnoki cím megnyeréséről álmodott. Fritznek öt fia van feleségével, Dorisszal, a legidősebbtől a legfiatalabbig: Jack Jr., aki gyermekkorában meghalt, Kevin és David, akik mindketten a WCCW-ben birkóztak, Kerry, egy feltörekvő diszkoszvető, és Mike, egy feltörekvő zenész. Kevin, a jelenlegi texasi nehézsúlyú bajnok, kapcsolatot kezd egy Pam nevű nővel, és mesél neki a "Von Erich-átokról", amelyek miatt Jack Jr. gyermekként meghalt, és amelyeket állítólag az váltott ki, hogy Fritz megváltoztatta a vezetéknevét Adkissonról az anyja vezetéknevére, akinek családja állandó tragédiát élt át.
Kevin diszkvalifikációval megnyeri az NWA Nehézsúlyú világbajnok Harley Race elleni mérkőzést, és ezzel a bajnoki címért folytatott küzdelemben az élre áll. Fritz azonban csalódott, hogy Kevin sokáig tartott, mire felállt, miután egy függőleges szuplexet kapott közvetlenül a betonra, de örül annak, hogy David egy promóció közben megmutatta a showművészet természetes tehetségét. Az 1980. évi nyári olimpiai játékok bojkottja szertefoszlatja Kerry versenyzési reményeit, és hazaköltözik, ahol Fritz arra kéri, hogy ő is birkózó legyen.
1983-ra Kevin, Kerry és David legyőzik a Fabulous Freebirds-t, hogy megnyerjék a hatfős tag bajnokságot, Fritz pedig önként jelentkezik David helyett, hogy megküzdjön a jelenlegi NWA Nehézsúlyú világbajnok Ric Flairrel. Kevin és Pam összeházasodnak, és az esküvőn a beteg Davidnek elárulja, hogy hamarosan apa lesz. Egy héttel a Flair elleni mérkőzése előtt David bélgyulladásban meghal, miközben Japánban turnézik. Kevin és Kerry is önként jelentkezik, hogy helyette Flair ellen küzdjön, de Fritz pénzfeldobása dönti el, aminek eredményeképpen Kerry lesz az, aki Flairrel szemben áll – legyőzi őt és megnyeri a Nehézsúlyú világbajnoki címet. Bár Fritz nagyon boldog, a részeg Kerry motorozni indul, és egy balesetben elveszíti a jobb lábát.
Az átoktól való félelmében Kevin törvényesen Adkisson névre kereszteli újszülött fiát, Rosst. Kevin elkezdi edzeni Mike-ot, aki egy mérkőzésen súlyosan megsérül a válla, és a műtét során toxikus sokk okozta kómába esik. Mike épphogy felébred a kómából, de érezhető agykárosodással, és már nem tud gitározni. Később öngyilkos lesz. A gyászoló Kevin kezd eltávolodni Pamtől és Rosstól, attól tartva, hogy az "átok" rájuk is hatással lesz. Ennek ellenére megküzd Flairrel az NWA Nehézsúlyú világbajnoki címért, de diszkvalifikálják, amikor figyelmen kívül hagyja a bírót, és túl sokáig grappeli Flairt a jellegzetes Von Erich "Vaskarom" mozdulattal.
Kerry új lábprotézissel tér vissza a pankrációhoz, és a WCCW mellett népszerűségben eltörpülő World Wrestling Federationnél dolgozik, ahol a SummerSlamen megnyeri az Interkontinentális bajnokságot. Fritz Kevinre bízza a WCCW vezetését, aki a Pammel, Ross-szal és legújabb fiával, Marshallal való életére koncentrál. Kerry egy új pisztolyt ajándékoz Fritznek karácsonyra, de felháborodik, amikor Fritz elrakja, ahelyett, hogy elsütné. Kerry később felhívja Kevint, hogy elmondja neki, hogy az átok állandó jelenléte és a hanyatló karrierje miatt az öngyilkosságot fontolgatja. Leteszi, mielőtt Kevin megtudhatná, hol van. Miután Fritz segítségét kérte, de nem kapott, Kevin másnap reggel éppen időben érkezik Fritz házához, hogy hallja, amint Kerry öngyilkosságot követ el a fegyverrel, és dührohamában majdnem megfojtja Fritzet. Kerry holtteste mellett ülve Kevinnek látomása van a túlvilági testvéreiről: Kerry maga mögött hagyja az érmét, amely eldöntötte, hogy Flairrel fog szembenézni, és újra együtt van Mike-kal, aki most már szabadon követheti zenei álmait, David viseli a világbajnoki övet, amelyet életében üldözött, és Jack Jr. akivel kisgyermekkora óta először találkozik.
Valamivel később Kevin Fritz tiltakozása ellenére eladja a WCCW-t Jerry Jarrettnek, és Pam újra terhes lesz. Kevin sírva nézi fiait focizni, és azt mondja nekik, hogy hiányoznak neki a testvérek. Megígérik neki, hogy testvérei lesznek, ő pedig feláll és játszik velük. A szöveges epilógusból kiderül, hogy a Von Ericheket 2009-ben beiktatták a WWE Hírességek Csarnokába, Kevin és Pam pedig még mindig házasok, és vásároltak egy farmot Hawaiin, ahol a mai napig él a nagy családjuk, köztük négy gyermekük és tizenhárom unokájuk.

## Szereplők
| Szerep          | Színész                | Magyar hang      |
| --------------- | ---------------------- | ---------------- |
| Kevin Von Erich | Zac Efron              | Markovics Tamás  |
| Kerry Von Erich | Jeremy Allen White     | Czető Roland     |
| David Von Erich | Harris Dickinson       | Baráth István    |
| Doris Von Erich | Maura Tierney          | Báthory Orsolya  |
| Mike Von Erich  | Stanley Simons         | Vilmányi Benett  |
| Bill Mercer     | Michael Harney         | Mihályi Győző    |
| Fritz Von Erich | Holt McCallany         | Rosta Sándor     |
| Pam Adkisson    | Lily James             | Mórocz Adrienn   |
| Ric Flair       | Aaron Dean Eisenberg   | Varga Gábor      |
| Harley Race     | Kevin Anton            | Albert Péter     |
| Bruiser Brody   | Cazzey Louis Cereghino | Schneider Zoltán |
| Gino Hernandez  | Ryan Nemeth            | Maday Gábor      |

### Magyar változat
- Magyar szöveg: Binder Natália
- Hangmérnök és szinkronrendező: Kelemen Tamás
- Rendezőasszisztens: Fazekas Eszter
- Vágó: Orosz Dávid
- Gyártásvezető: Molnár Melinda
- Produkciós vezető: Kovács Anita

A szinkront a Dream Voice Stúdió készítette el.

## A film készítése
Durkin régi vágya az volt, hogy filmet készítsen a Von Erich családról. Fiatal korában rajongott a profi pankrációért, és személyesen szomorú volt a Von Erich család haláleseteinek sorozata miatt. 2015-ben kezdte el a kutatást a film kezdeti forgatókönyvéhez. Chris Von Erich, a család legfiatalabb tagja nem került bele a forgatókönyvbe, Durkin szerint „ez egy újabb tragédia volt, amit a film nem igazán tudott volna elviselni.” Chris 1991-ben lett öngyilkos, másfél évvel Kerry Von Erich előtt, és ő volt a negyedik családi haláleset (Jack Jr., David és Mike után).
2022 júniusában jelentették be, hogy a filmet Zac Efron főszereplésével az A24 gyártja és forgalmazza. Később a House Productions is készítette, az Access Entertainment és a BBC Film támogatásával. Szeptemberben jelentették be, hogy Jeremy Allen White és Harris Dickinson csatlakozik a projekthez, hogy Efron mellett a Von Erich testvéreket alakítsák. Egy hónappal később Holt McCallany és Lily James szerepet kapott, Juliette Howell, Angus Lamont, Maura Tierney, Tessa Ross, Derrin Schlesinger és Harrison Huffman pedig megerősítették, hogy producerek lesznek. Novemberben Friedman szerepet vállalt, és később vezető producerként is közreműködött.
A forgatás 2022 októberében kezdődött a louisianai Baton Rouge-ban, és hat hétig tartott.

## Bemutató
Világpremierje 2023. november 8-án volt a dallasi Texas Theatre-ben, néhány órával a 2023-as SAG-AFTRA sztrájk vége után; részt vett rajta Kevin Von Erich, aki több mint 20 év után először jelent meg nyilvánosan Dallasban, Bill Mercer, Marshall, Ross Von Erich és Trish Stratus mellett. Amerikában december 22-én mutatta be az A24, az Egyesült Királyságban pedig 2024. február 9-én a Lionsgate.
A film 2024. február 13-án jelent meg digitális platformokon, március 26-án pedig Blu-rayen és DVD-n.

## Díjak és jelölések
| Filmfesztivál                          | Időpont            | Kategória                            | Átvevő(k)          | Eredmény     | Forr.  |
| -------------------------------------- | ------------------ | ------------------------------------ | ------------------ | ------------ | ------ |
| Austin Film Critics Association Awards | 2024. január 10.   | Legjobb film                         | Vaskarom           | 7. helyezett | [ 25 ] |
| Austin Film Critics Association Awards | 2024. január 10.   | Legjobb kaszkadőr koordinátor        | Chavo Guerrero Jr. | Jelölve      | [ 25 ] |
| Houston Film Critics Society Awards    | 2024. január 22.   | Legjobb színészegyüttes              | Vaskarom           | Jelölve      | [ 26 ] |
| Houston Film Critics Society Awards    | 2024. január 22.   | Legjobb kaszkadőrkoordinációs csapat | Vaskarom           | Jelölve      | [ 26 ] |
| National Board of Review               | 2023. december 6.  | Top tíz film                         | Vaskarom           | Elnyerte     | [ 27 ] |
| National Board of Review               | 2023. december 6.  | Legjobb együttes                     | Vaskarom           | Elnyerte     | [ 27 ] |
| San Diego Film Critics Society         | 2023. december 19. | Legjobb színész                      | Zac Efron          | Jelölve      | [ 28 ] |
| Seattle Film Critics Society Awards    | 2024. január 8.    | Legjobb akciókoreográfia             | Hiro Koda          | Jelölve      | [ 29 ] |
| St. Louis Film Critics Association     | 2023. december 17. | Legjobb kaszkadőrmutatványok         | Chavo Guerrero Jr. | Jelölve      | [ 30 ] |
| Minnesota Film Critics Alliance        | 2024. február 4.   | Legjobb együttes                     | Vaskarom           | 2. helyezett | [ 31 ] |